# 隆科普埃
38°4′S 70°37′W / 38.067°S 70.617°W
隆科普埃（西班牙語：Loncopué），是阿根廷的城鎮，位於該國西部內烏肯省，是隆科普埃縣的首府，始建於1915年10月20日，海拔高度935米，2010年人口4,877，人口密度每平方公里60.96人。